# Have a Little Faith
Have a Little Faith – czternasty album muzyczny Joego Cockera z 1994 roku.

## Lista utworów
1. „Let the Healing Begin” – 5:12 (Tony Joe White)
2. „Have a Little Faith in Me” – 4:40 (John Hiatt)
3. „The Simple Things” – 4:54 (Rick Neigher, Phil Roy, John Shanks)
4. „Summer in the City” – 4:10 (Steve Boone, John Sebastian)
5. „The Great Divide” – 3:33 (Derick O’Brian, J.D. Souther)
6. „Highway Highway” – 4:31 (Stephen Allen Davis)
7. „Too Cool” – 4:45 (Kye Fleming, Greg Sutton)
8. „Soul Time” – 4:35 (Will Jennings, Frankie Miller)
9. „Out of the Blue” – 3:45 (Robbie Robertson)
10. „Angeline” – 4:30 (Cocker/White)
11. „Hell And Highwater” – 4:12
12. „Standing Knee Deep in a River (Dying of Thirst)” – 4:09 (Bucky Jones, Dickey Lee, Bob McDill)
13. „Take Me Home” – 4:21 (John Capek, Marc Jordan, Steve Kipner) – duet with Bekka Bramlett[2]

## Skład
- Joe Cocker – wokal prowadzący
- Tim Pierce – gitara
- Michael Thompson – gitara
- Tony Joe White – gitara
- Bob Feit – gitara basowa
- Abraham Laboriel – gitara basowa
- Chris Stainton – pianino
- C. J. Vanston – pianino, syntezator
- Don Shelton – saksofon
- Ernie Watts – saksofon altowy
- Alexander Iles – puzon
- Rick Baptist – puzon
- Wayne Bergeron – puzon
- Jack Bruno – perkusja
- Lenny Castro – instrumenty perkusyjne
- Bekka Bramlett – wokal w „Take Me Home”
- Alexandra Brown – wokal wspierający
- Joey Diggs – wokal wspierający
- Mortonette Jenkins – wokal wspierający
- Marlena Jeter – wokal wspierający
- Steve Kipner – wokal wspierający
- Lamont VanHook – wokal wspierający
- The Water Sisters – wokal wspierający
- Fred White – wokal wspierający[2]

## Certyfikaty
| Region          | Certyfikat | Liczba sprzedanych albumów |
| --------------- | ---------- | -------------------------- |
| Austria         | Złoto      | 25 000                     |
| Francja         | 2× złoto   | 200 000                    |
| Niemcy          | Platyna    | 500 000                    |
| Polska          | Złoto      | 50 000                     |
| Szwajcaria      | Platyna    | 50 000                     |
| Wielka Brytania | Złoto      | 100 000                    |